# Vielsalm
Vielsalm (valonă Li Viye Såm) este o comună francofonă din regiunea Valonia din Belgia. Comuna este formată din localitățile Vielsalm, Bihain, Grand-Halleux și Petit-Thier. Suprafața totală a comunei este de 139,76 km². La 1 ianuarie 2008 comuna avea o populație totală de 7.405 locuitori. 

## Localități înfrățite
- Franța: Bruyères .